# Vouarces
Vouarces je francouzská obec v departementu Marne v regionu Grand Est. Žije zde 61 obyvatel.

## Geografie
Obec leží u hranic departementu Marne s departementem Aube.

### Sousední obce
| Růžice kompasu | Marsangis        | Saint-Saturnin           |                 | Růžice kompasu |
| Růžice kompasu | Granges-sur-Aube | Sever                    |                 | Růžice kompasu |
| Růžice kompasu | Granges-sur-Aube | Vouarces                 |                 | Růžice kompasu |
| Růžice kompasu | Granges-sur-Aube | Jih                      |                 | Růžice kompasu |
| Růžice kompasu |                  | Étrelles-sur-Aube (Aube) | Boulages (Aube) | Růžice kompasu |